# The Tenderfoot (film 1917)
The Tenderfoot è un film muto del 1917 diretto e interpretato da William Duncan. Altri interpreti furono Carol Holloway, Joe Ryan, Florence Dye, Walter Rodgers.
La sceneggiatura di George H. Plympton si basa su Wolfville: Episodes of Cowboy Life, una raccolta di racconti di Alfred Henry Lewis pubblicata a New York nel 1897. Il film fu il secondo di una serie di due, diretti e interpretati entrambi da William Duncan (il primo, Dead Shot Baker, era stato distribuito in sala il 15 ottobre 1917).

## Trama
Jim, dopo un'infelice storia d'amore, lascia la città per andare nel West, in una cittadina piena di indiani e di giocatori d'azzardo. Vi conosce la dolce Cynthia, di cui si innamora. Intanto, in città arriva anche la sua ex, Ellen, che per ingelosirlo, si mette a flirtare con un indiano che, non accorgendosi delle manovre della donna, è convinto che lei lo ami davvero e le invia come regalo dei pony. Ellen li accetta, ignorando che così - secondo il costume indiano - ha accettato anche di sposare il suo corteggiatore. Per salvarsi dal matrimonio, chiede aiuto a Jim che sfida a duello l'indiano, uccidendolo. Ma Ellen rinnega l'accordo con Jim, tradendolo ancora una volta. "Smiling Jack" Douglas cerca di uccidere Jim, che però verrà salvato da Cynthia, che sostituisce le pallottole con pallottole a salve, conquistando definitivamente l'amore di Jim.

## Produzione
Il film fu prodotto dalla A Blue Ribbon Feature (Vitagraph Company of America).

## Distribuzione
Il copyright del film, richiesto dalla Vitagraph Co. of America, fu registrato il 30 novembre 1917 con il numero LP11775.
Distribuito dalla Greater Vitagraph (V-L-S-E), il film uscì nelle sale cinematografiche statunitensi il 3 dicembre 1917.
Non si conoscono copie ancora esistenti della pellicola che viene considerata presumibilmente perduta.